# 合水镇 (泸溪县)
合水镇，是中华人民共和国湖南省湘西土家族苗族自治州泸溪县下辖的一个乡镇级行政单位。

## 行政区划
合水镇下辖以下地区：
合水社区、木龙村、罩子坪村、横坡村、溪洲村、祖坟山村、新桥村、兴沙村、踏虎村、麻铺村、晒州田村和登云寨村。